# Crina Mardare
Crina Mardare (n. 22 decembrie 1957, România) este o muziciană română, fostă vocalistă a grupului muzical Sfinx, si creatoarea școlii de muzică Blue Sound și profesoară de canto la aceeași școală. Crina Mardare este mama bateristului, muzicianului și actorului de televiziune Bubu Cernea.

## Viață muzicală
Fostă componentă a grupurilor vocale feminine 5T și 3T, Crina Mardare a colaborat de asemenea cu trupa muzicală Sfinx, a cărei vocalistă a fost, pentru o bună perioadă de timp, împreună cu Zoia Alecu. În perioada 1981-1987 a făcut parte din Grupul Stereo, alături de Elena Perianu, într-o colaborare cu compozitorul Adrian Enescu și poetul Lucian Avramescu, cu un stil muzical electropop și influențe folclorice.
În anii 1980, după succese înregistrate în țară cu grupurile vocale feminine 5T și 3T, Crina Mardare a avut o activitate muzicală externă bogată pentru un deceniu, cântând, datorită contractelor încheiate de ARIA, fosta agenție de stat de impresariat artistic a României, în multe țări din vestul Europei, dar în special în Danemarca, Germani și Olanda, unde a și dat naștere fiului său.